# Paso del Moral
Paso del Moral är en ort i Mexiko.   Den ligger i kommunen Uxpanapa och delstaten Veracruz, i den sydöstra delen av landet, 500 km sydost om huvudstaden Mexico City. Paso del Moral ligger 84 meter över havet och antalet invånare är 504.
Terrängen runt Paso del Moral är platt åt nordväst, men åt sydost är den kuperad.  Trakten runt Paso del Moral är nära nog obefolkad, med mindre än två invånare per kvadratkilometer. Närmaste större samhälle är Poblado 10, 16,2 km öster om Paso del Moral. I omgivningarna runt Paso del Moral växer i huvudsak städsegrön lövskog.